# Yves Abel
Yves Abel (Toronto, 1963) è un direttore d'orchestra canadese.
Ha diretto opere italiane e francesi nei maggiori teatri d'opera in Europa e negli Stati Uniti.
Ha fondato e diretto l'Opéra Français di New York, che si concentra su opere francesi raramente eseguite. È anche il direttore principale della Nordwestdeutsche Philharmonie, posizione che ricopre dal 2015.
A partire dal 2021, è stato nominato Direttore Principale della San Diego Opera.
Ospite frequente delle grandi compagnie d'opera del mondo, Yves Abel ha diretto spettacoli in numerosi teatri e festival operistici, tra cui: Royal Opera House di Londra, Teatro alla Scala di Milano, Metropolitan Opera House di New York, Lyric Opera of Chicago, San Francisco Opera, Seattle Opera; Glyndebourne Festival Opera, Bayerische Staatsoper, Opéra National de Paris,  Stadhuis-Muziektheater, Grand Théatre de Génève, Teatro San Carlo di Napoli, Teatro Comunale di Bologna, Nuovo Teatro nazionale di Tokyo, Welsh National Opera e Opera North.
Ha diretto nuove produzioni a Monaco (I Capuleti e i Montecchi), Ginevra (I Vespri Siciliani), Barcellona (Madama Butterfly), Bilbao (Norma), Tolosa (Le Roi d'Ys e Les contes d'Hoffmann), Lisbona (Il turco in Italia), Napoli (Faust), Dallas (Ermione), Seattle (Il Trovatore e The End of Affair), Opéra de Monte Carlo (Il Turco in Italia) e Santa Fe (Così fan tutte), oltre a partecipazioni al Festival di Pesaro, Caramoor Center for Music and the Arts di New York, il Menuhin Festival di Gstaad, il Festival dei Due Mondi di Spoleto.
In qualità di Direttore Ospite della Deutsche Oper di Berlino dal 2005 al 2011, ha diretto nuove produzioni di Don Pasquale, Simon Boccanegra, Tiefland e Carmen di d'Albert, oltre a rappresentazioni di Le nozze di Figaro, La traviata, Dialogues des Carmélites, La bohème e Carmina Burana.
È spesso ospite della Staatsoper di Vienna dove il suo repertorio comprende La figlia del Reggimento, L'Elisir d’amore, Carmen, Madama Butterfly, Simon Boccanegra, Un ballo in maschera, Il Barbiere di Siviglia e L'italiana in Algeri.
Nell'estate 2020 debutta alle Choregies d'Orange dirigendo Samson et Dalila con Roberto Alagna, e al Festival Puccini di Torre del Lago con Madama Butterfly.
Nel 2009 è stato insignito del titolo di Chevalier de l'Ordre des Arts et des Lettres dal governo francese.